# Дубовиченко, Сергей Борисович
Сергей Борисович Дубовиченко- советский и казахстанский учёный в области ядерной астрофизики, Лауреат Государственной премии РК в области науки и техники им. аль-Фараби, доктор физ.-мат. наук по 01.04.16 и 05.13.18 в РК (протокол № 3 от 26.03 2008 г.) и РФ (решение ВАК РФ № 2172 от 4.12.2008 г., рег. № 171 2008), профессор РК, вице президент и действительный член Европейской академии естественных наук (подразделение РАЕН),

## Биография
Родился 21 марта 1953 г. в г. Энгельсе, Саратовской обл. Россия. После окончания средней школы в 1971 г. в г. Уральске КазССР, где жил с 1962 г., в том же году, поступил на физический факультет Казахского государственного университета им. С. М. Кирова в г. Алма-Ата КазССР (ныне — КазНУ им. аль-Фараби г. Алматы, Республики Казахстан — РК). После окончания КазГУ в 1976 г. был по распределению оставлен работать в КазГУ и 10 лет работал в должности старшего инженера-электронщика.
С 1987 по 1991 г. — начальник отдела ТСО КазГУ, с 1991 г. начал работать старшим преподавателем КазГУ, а с 1996 г. — доцентом, вёл занятия по информатике и компьютерным технологиям в магистратуре КазГУ до 2001 г. В 2001 г. перешёл заведовать кафедрой информатики одного частного ВУЗа в г. Алматы, а затем работал ещё в нескольких частных ВУЗах г. Алматы до 2007 г. Занимался преподавательской работой и с 1991 г. издал 8 учебников (некоторые в двух томах, а некоторые переиздавались трижды, в том числе, три из них в Германии в 2012 г.). В итоге в 2012 г. получил звание профессора РК.
В 1993 г. получил Грант Сороса, в 1995 г. стал академиком Нью-Йоркской академии наук, в 1996 г. избран членом Европейского физического общества, а в 1997 г. избран член-корреспондентом Международной академии информатизации РК. В течение 90-х два раза по три года был руководителем научных проектов по грантам Министерства науки и новых технологий РК.
В 2004 г. вышла первая его монография «Свойства легких атомных ядер в потенциальной кластерной модели» («Данекер», Алматы, 2004, 247 с.), затем опубликована вторая монография «Методы расчета ядерных характеристик» («Комплекс», Алматы, 2006, 311 с.), с описанием численных методов, алгоритмов и компьютерных программ, применяемых для расчётов в кластерной модели лёгких атомных ядер.
В 2007 г. перешёл работать ведущим научным сотрудником в Астрофизический институт им. В. Г. Фесенкова (АФИФ, г. Алматы, РК), потом работал в должности заведующего лабораторией «Ядерной астрофизики» до 2025 г. За время работы в АФИФ защитил докторскую диссертацию на стыке специальностей 01.04.16 — физика атомного ядра и элементарных частиц и 05.13.18 — математическое моделирование, численные методы и комплексы программ. Защита проводилась на расширенном заседании Докторского Совета ИЯФ НЯЦ РК в 2007 г.
В 2008 г. он был избран Академиком международной академии информатизации РК, и пришло подтверждение его докторской диссертации из ВАК России, где было выдано свидетельство об эквивалентности дипломов РК и РФ.
В 2011 г. Дубовиченко С. Б. избран член-корреспондентом, а в 2012 г. академиком Российской академии естествознания (РАЕ), в 2013 г. избран академиком Европейской академии естественных наук (ЕАЕН), в 2014 г. стал членом Американского Физического Общества, в 2015 г. избран академиком Петровской академии наук (ПАНИ), в том же году избран членом Международного астрономического союза.
Результаты его научной деятельности были оценены на высшем государственном уровне, и в конце 2015 г. в составе коллектива авторов он стал Лауреатом Государственной Премии РК в области науки и техники им. аль-Фараби.
С августа 2025 г. перешел работать заведующим лабораторией «Ядерной астрофизики» Евразийского Технологического Университета. 

## Научная деятельность (краткая информация)
В 1982 г. окончил заочную аспирантуру КазГУ и, в свободное от основной работы время, занимался научной работой в области теоретической ядерной физики. За научные работы, опубликованные в эти годы в Казахстанских и Всесоюзных журналах, в 1984 г. ему была присуждена Премия ЛКСМ КазССР.
В 1985 г. он защитил кандидатскую диссертацию по специальности 01.04.16 — физика атомного ядра и элементарных частиц в Институте ядерной физики (ИЯФ) АН КазССР.
В 2007 году в ИЯФ РК защитил докторскую диссертацию на стыке специальностей 01.04.16 и 0.5.13.18, а в 2008 г. получил подтверждение ВАК РФ.
В 2015 г. в составе коллектива авторов присуждена Государственная Премия РК.
В 2018 г. избран вице-президентом Европейской Академии Естественных Наук.
На сегодняшний день имеет пять монографий, изданных в Казахстане, Европе и США в 15 изданиях на русском и английском языках. Всего имеет более 330 научных публикаций — из них 8 учебников и учебных пособий, некоторые из них изданы в двух томах, а некоторые переизданы дважды, в том числе в Европе.
Основные направления исследований:
- ядерная физика низких энергий;
- ядерная астрофизика;
- термоядерные процессы Вселенной;
- первичный нуклеосинтез;
- искусственный нуклеосинтез;

## Избранные труды [импакт-фактор IF][13][14]

#### Статьи за последние 10 лет
- Dubovichenko S.B., Dzhazairov-Kakhramanov A.V. Astrophysical S-factor of the radiative p2H capture // Eur. Phys. Jour. 2009, V.A39 , № 2, P.139-143 [IF = 2.8]  .
- Dubovichenko S.B. A three-body model of the 11B nucleus // Journal of Experimental and Theoretical Physics 2011. V.113. № 2. P.221-226; [IF = 1.2].
- Dubovichenko S.B., Dzhazairov-Kakhramanov A.V. Radiative n7Li capture at Astrophysical Energies // Annalen der Physik 2012. V.524. № 12. P.850-861 [IF = 3.0]  .
- Dubovichenko S.B. Capture of a neutron to excited states of n9Be nucleus taking into account resonance at 622 keV // Journal of Experimental and Theoretical Physics 2013. V.117. № 4, P.649-655 [IF=1.2].
- Dubovichenko S.B., Burkova N.A. Radiative n11B capture at astrophysical energies // Mod. Phys. Lett. 2014. V.A29. № 7. P. 1450036(1-14) [IF=1.2]  .
- Dubovichenko S.B., Dzhazairov-Kakhramanov A.V. Radiative p14C capture at astrophysical energies // Mod. Phys. Lett. 2014.V.A29. № 24. P.1450125(1-16) [IF= 1.2]  .
- Dubovichenko S.B., Dzhazairov-Kakhramanov A.V. Thermonuclear processes for three-nucleon systems in potential cluster model // Nucl. Phys. 2015. V.A941. P.335-363 [IF=1.9]  .
- Dubovichenko S.B., Dzhazairov-Kakhramanov A.V. 8Li(n, g)9Li reaction at astrophysical energies and its role in primordial nucleosynthesis // Astrophysical Jour. 2016. V.819. № 1. P.78. [IF = 5.5]  .
- Dubovichenko S.B., Dzhazairov-Kakhramanov A.V. The radiative 10Be(n, g)11Be capture at thermal and astrophysical energies // J. Phys. 2016. V.G43. № 9. P.095201(14p.) [IF = 2.9]  .
- Dubovichenko S.B., et al. New measurements and phase analysis of elastic p16O-scattering at astrophysical energies // Chi. Phys. 2017. V.C41. № 1. P.014001 [IF=5.1]  .
- Dubovichenko S.B., Dzhazairov-Kakhramanov A.V., Afanasyeva N.V. New Results for Reaction Rate of the Proton Radiative Capture on 3H // Nucl. Phys. 2017. V.A963. P.52-67 [IF = 1.9]  .
- Dubovichenko S.B., Dzhazairov-Kakhramanov A.V. New results for Radiative Proton Capture on 16O at Astrophysical Energies // Indian J. Phys. 2018. V.92. P.947-953 [IF = 1.0]
- Dubovichenko S.B., Burkova N.A. and Dzhazairov-Kakhramanov A.V.Potential Cluster Calculations for the Astrophysical S-factor and Reaction Rate of the Radiative 3Не(4Не, g)7Bе Capture // Indian J. Phys. 2018. V.92. [IF = 1.0] (accepted)

#### Обзоры c 2011 г.
- Dubovichenko S.B., Uzikov Yu.N. Neutron Capture by Light Nuclei at Astrophysical Energies // Phys. Part. Nucl. 2011. V.42. № 2. P.803-847. [IF = 1.1].
- Dubovichenko S.B., Dzhazairov-Kakhramanov A.V. Examination of astrophysical S-factors of р2H, p6Li, p7Li, p12C and p13C radiative capture reactions // Int. J. Mod. Phys. 2012. V.E21. № 3.V. P.1250039(1-44). [IF = 1.2].  .
- Dubovichenko S.B., Dzhazairov-Kakhramanov A.V., Burkova N.A. Neutron radiative capture by 2H, 6Li, 7Li, and at astrophysical energies // Int. J. Mod. Phys. 2013. V.E22. № 6. P.1350028(1-52) [IF = 1.2].  .
- Dubovichenko S.B. Neutron Capture by Light Nuclei at Astrophysical Energies // Phys. Part. Nucl. 2013. V.44, № 5, P.803-847. [IF = 1.1].
- Dubovichenko S.B., Dzhazairov-Kakhramanov A.V., Afanasyeva N.V. Neutron radiative capture by 9Be, , 14N, 15N and 16O at thermal and astrophysical energies // Int. J. Mod. Phys. 2014. V.E23. № 10. P.1350075(1-53). [IF = 1.2].  .
- Dubovichenko S.B., Dzhazairov-Kakhramanov A.V. Neutron radiative capture by 10B, 11B and proton radiative capture by 11B, and 15N at thermal and astrophysical energies // Int. Jour. Mod. Phys. 2014. V.E23. № 8. P.1430012(1-55). [IF = 1.2].  .
- Dubovichenko S.B., Dzhazairov-Kakhramanov A.V. Study of the Nucleon Radiative Captures 8Li(n, g), 9Be(p, g), 10Be(n, g), 10B(p, g), and 16O(p, g) at Thermal and Astrophysical Energies // Int. Jour. Mod. Phys. 2017. V.E25. № 3. P.1630009 (1-56). [IF=1.6].  .

#### Монографии за последние 6 лет с учётом их переиздания
- Dubovichenko S.B. Thermonuclear processes of the Universe. First English Edition. , New-York, NOVA Sci. Publ., 2012. 194p.;  .
- Дубовиченко С. Б. Первичный нуклеосинтез Вселенной. Третье изд. книги «Избранные методы ядерной астрофизики», исправленное и дополненное. , : Lambert Academy Publ. GmbH&Co. KG. 2014. 668с.;  .
- Дубовиченко С. Б. Фазовый анализ в ядерной астрофизике. , : Lambert Academy Publ. GmbH&Co. KG. 2015. 368с.;  .
- Дубовиченко С. Б. Термоядерные процессы в Звёздах и Вселенной. , : Palmarium Academy Publ. GmbH&Co. KG. 2015. 348с.; https://web.archive.org/web/20191009020509/https://www.morebooks.de/store/es/book/Термоядерные-процессы-в-Звездах/isbn/978-3-659-60165-1 .
- Dubovichenko S.B. Thermonuclear processes in Stars. , : Scholar’s Press. 2015. 332p.;  .

## Награды[6][13]
- Премия ЛКСМ КазССР 1984 г.
- Грант Сороса 1993 г.
- Европейская «Золотая медаль» от Европейской Научно-Промышленной Палаты (ЕНПП) 2012 г.[15]
- Медаль Гаусса от ЕАЕН 2015 г.[9]
- Государственная стипендия для выдающихся ученых РК 2014 г.-2015 г.[16]
- Государственная Премия РК 2015 г.[2]
- Лучший научный работник РК 2023 г.